# Saronebalia guanensis
Saronebalia guanensis is een kreeftachtigensoort uit de familie van de Paranebaliidae. De wetenschappelijke naam van de soort is voor het eerst geldig gepubliceerd in 2004 door Haney & Martin.